# Vandaliska

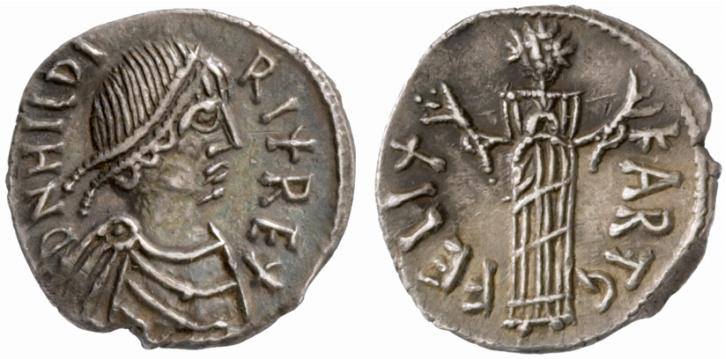
Ett vandaliskt mynt med kungen Hilderik.

Vandaliska språket är ett utdött germanskt språk som talades av vandalerna, ett germanskt folk under folkvandringstiden. 
De ytterst fåtaliga källorna för nutida kunskap om vandaliska utgörs av ett femtiotal enstaka ord, nästan uteslutande personnamn som skrivits ner av samtida författare, bland annat den romerska historikern Tacitus, samt från de mynt som de vandaliska kungarna lät prägla från 300-talet till ett stycke in på 500-talet, då vandaliskan dog ut till följd av att det Östromerska riket besegrade vandalernas välde i Afrika. 
Utifrån dessa fåtal ord har man lyckats fastställa att vandaliskan var närbesläktat med gotiska och att de uppvisar ett fåtal obetydliga skillnader.
Exempelvis förekommer diftongen ei i stället för gotiskt ai, som i kunganamnet Geisarix, th mellan vokaler har övergått till d, och s efter dentala konsonanter i slutet av ord har fallit bort, som i namnet Fridubalth (gotiska: friþus, "fred" och balþs, "tapper").